# Влахо Буковац
Влахо Буковац (хорв. Vlaho Bukovac, ім'я при народженні — Б'яджо Фаджоні / італ. Biagio Faggioni; *4 липня 1855, Цавтат, тепер Хорватія — 23 квітня 1922, Прага, тепер Чехія) — хорватський художник кінця XIX — початку XX століття, що працював у стилях імпресіонізму та постімпресіонізму.

## Життєпис і творчість

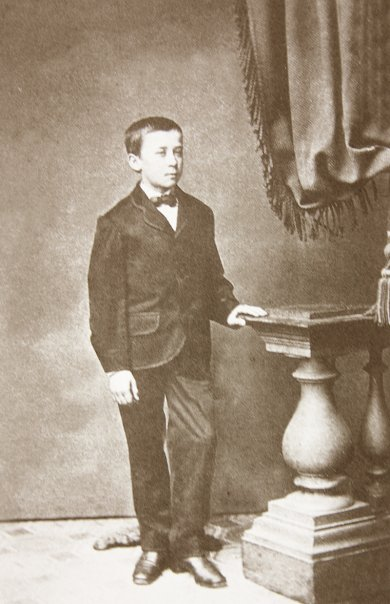
Малий Б'яджо Фаджоні

Влахо Буковац народився у Цавтаті поблизу Дубровника. Його справжнє ім'я — Б'яджо Фаджоні (Biagio Faggioni), він походить зі смішаної хорвато-італійської сім'ї, його батько був італійським хорватом із Генуї, а мати — чисто хорватського походження.
Художню освіту Буковац здобував у Парижі (з 1877 року) коштом хорватського політика і письменника Медо Пучича. Навчався у Школі красних мистецтв у Александра Кабанеля. Виставлявся у Паризькому Салоні, де мав успіх у критиків. Під час навчання, а також пізніше Влахо Буковац багато мандрував, в тому числі на Чорне море, до Південної (Чилі і Перу) та Північної Америки.
Хоча Буковац отримав художню освіту в дусі академічної традиції, митець був також добре обізнаний з імпресіонізмом, і у власній творчості прийшов до техніки пуантилізма. На початку XX століття імпресіонізм і пуантилізм були провідним напрямком у живопису країн Західних Балкан: крім Буковаця, в цій манері писали словенські імпресіоністи та Надежла Петрович у Сербії.
З 1893 до 1897 року Буковац жив у Загребі, працюючи здебільшого над пейзажами. Одночасно він став центральною фігурою у мистецькому житті міста, заснував художню школу і брав участь в організації Художнього павільйону, однієї з найбільших хорватських галерей і виставкових зал. У 1893 році він організував першу виставку хорватського мистецтва у Палаці Академії.
Через конфлікти був змушений повернутися до Цавтата, де жив у 1898–1902 роках. Потім Влахо Буковац переїхав до Праги, де в 1903 році був призначений професором Академії витончених мистецтв. Празькому періоду творчості Буковаця притаманні переважно портрети. У Празі художник працював до своєї смерті в 1922 році.
У рідному місті художника Цавтаті в будинку, в якому він народився, відкрито Меморіальний музей. Роботи Буковця експонуються в ряді хорватських музеїв (наприклад, Сучасна галерея в Загребі), у цавтатських церкві святого Миколая і в церкві монастиря Діви Марії Сніжної. У 1994 році хорватський режисер Богдан Жижич зняв кінофільм «Влахо Буковац».

## Галерея

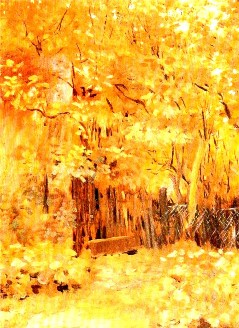
«Осінній пейзаж» (Jesenji pejzaž)
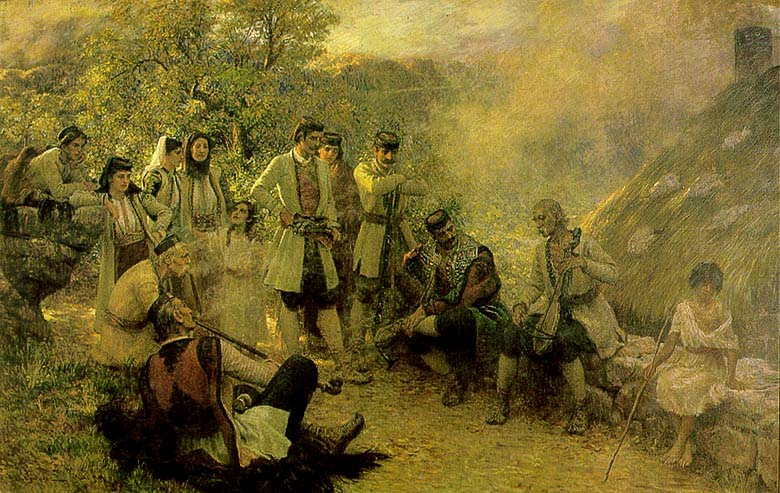
«Гусляр» (Guslar)
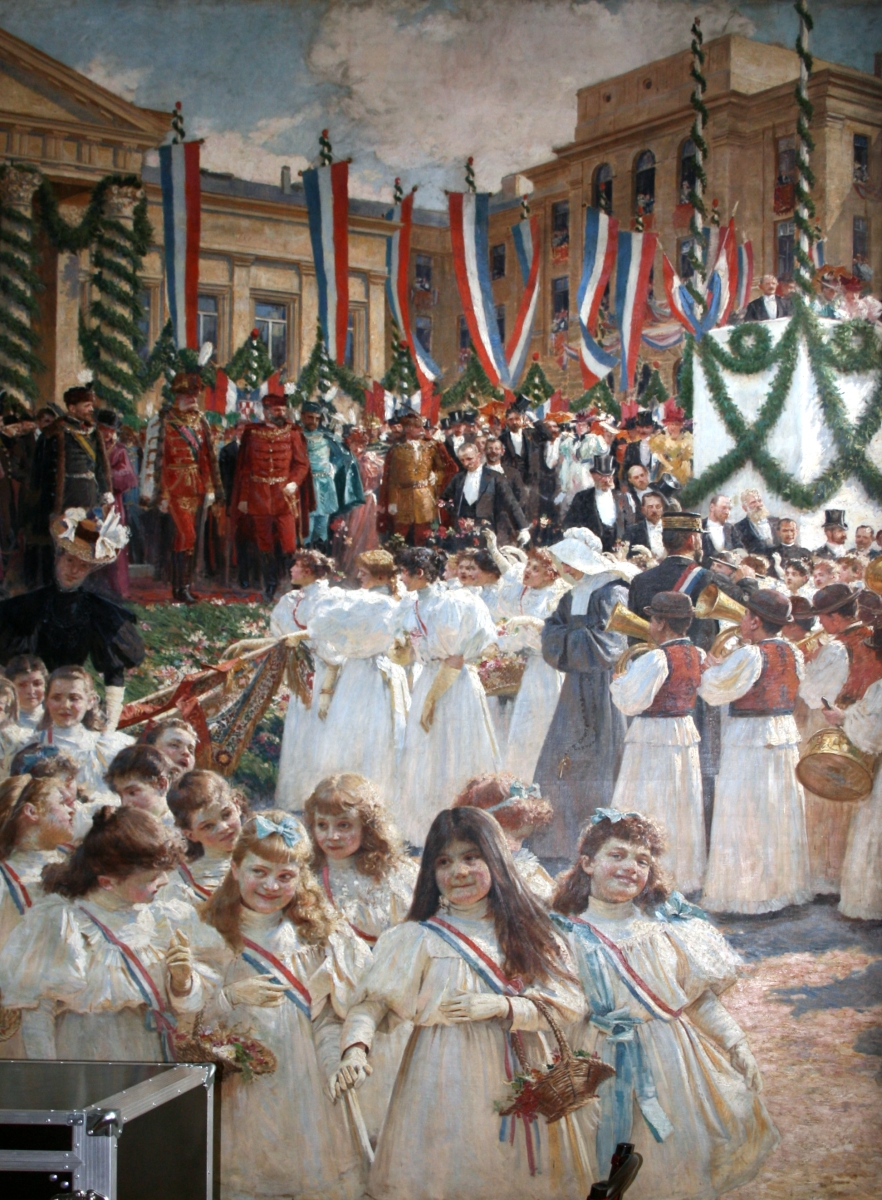
«Хай живе король» (Živio kralj)
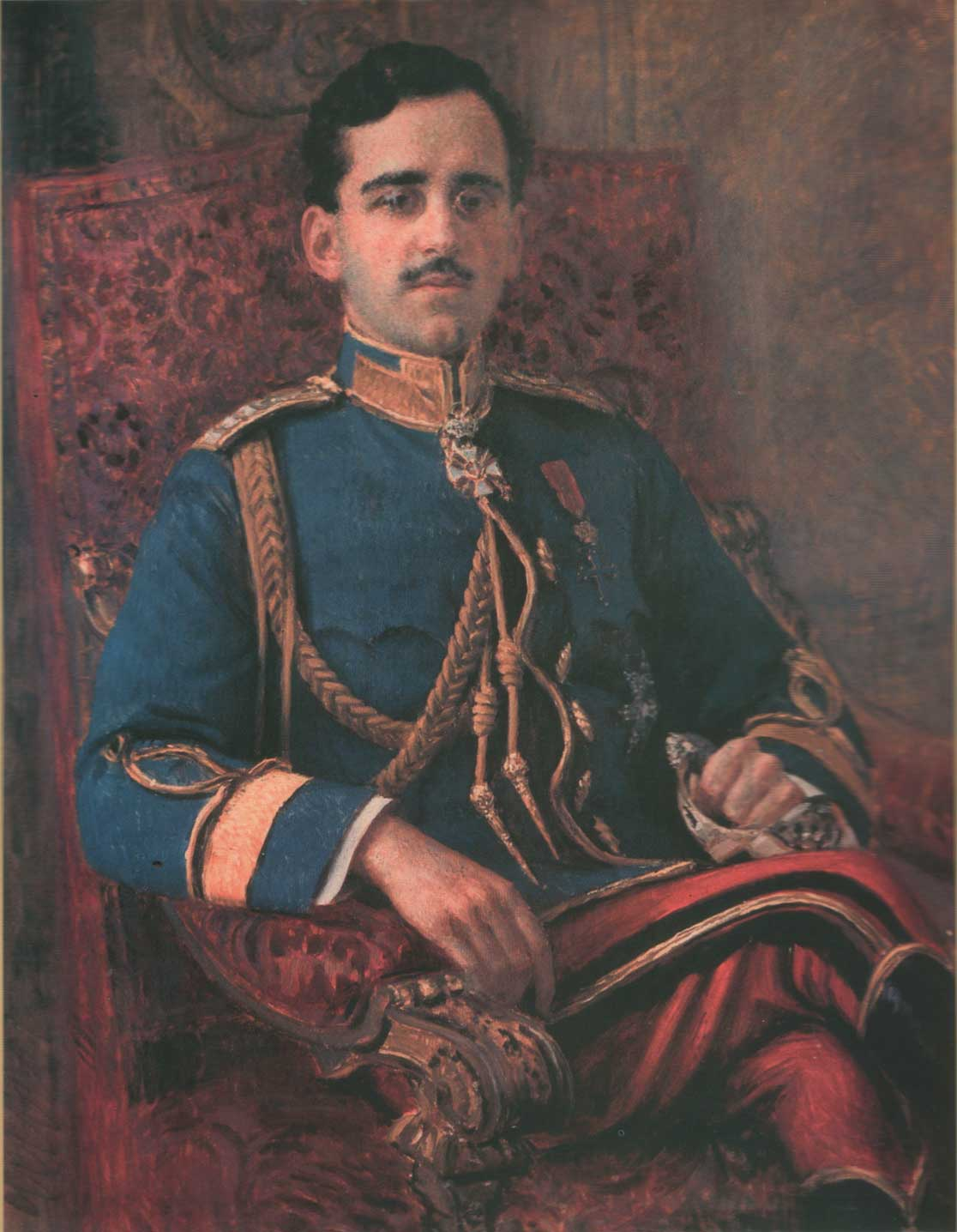
Портрет Александра I Карагеоргієвича
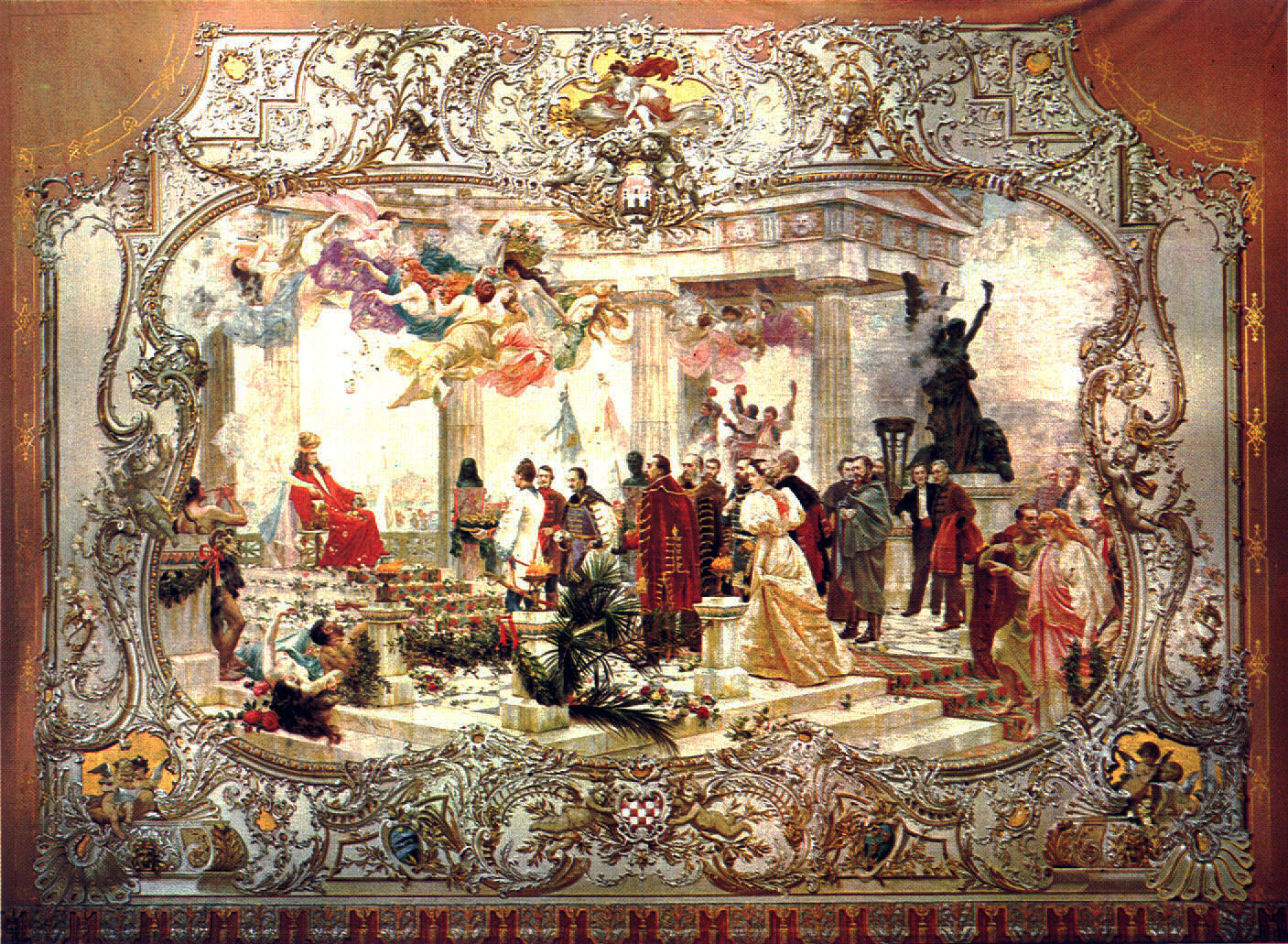
Театральна завіса «Хорватське національне відродження» (Hrvatski preporod), Національний театр (Загреб)